# Kageras
Kageras ist ein kleines spätmittelalterliches Fort in Obernubien. Es liegt auf der östlichen Seite des Nils auf etwa halbem Weg zwischen dem dritten und zweiten Katarakt.
An diesem Ort wurde im zehnten oder elften Jahrhundert eine Kirche errichtet. Um diese Kirche wurde im späten Mittelalter eine Verteidigungsmauer erbaut. Die Mauer war einst ca. drei Meter hoch und ist heute noch sehr gut erhalten. An jeder Ecke befinden sich runde Türme. Im Norden befindet sich ein Eingang. 
Es ist zweifelhaft, ob dieser gerade mal 35 × 35 m große Ort ständig bewohnt war. Es scheint sich eher um eine Zufluchtsstätte für die umliegende christlich-nubische Bevölkerung gehandelt zu haben, die im späten Mittelalter anscheinend immer mehr mit angreifenden Nomaden zu kämpfen hatte.
Die Anlage wurde 1966–1969 von einer Amerikanisch-Schweizerischen Mission untersucht.